# Арабела се завръща (сериал)
„Арабела се завръща“ или „Румбурак – кралят на страната на приказките“ е игрален детски сериал, продължение на сериала „Арабела“. Сериалът е копродукция на Чехия и Германия. В ролите са Иржи Лабус, Владимир Длоухи, Мирослава Шаранкова, Яна Андресикова и др.

## Сюжет
От събитията в оригинала са минали 10 години. Арабела и Петер са щастливи: чакат дете. Малолетните деца Хонзик и Марженка са пораснали и са станали студенти по фолклористика, а вещицата и придворния вълшебник Румбурак, които бяха превърнати съответно в пералня и хладилник отново са възвърнали човешкия си облик. Те обаче няма как да отидат в света на приказките, а и от света на приказките практически никой не може да им дойде на гости понеже вълшебните наметало и пръстен са се загубили някъде. Затова никой не знае, че близо до замъка се е настанил великан, който трябва да изяде по човек на ден, за да се върне в страната си... Марженка намира вълшебна нестъклена лампа (след като външно я почиства от лампата излиза древен вълшебник който в замяна на това че е бил освободен обещава че ще изпълни 3 желания на освободилия го) във време на гостуването си в страната на приказките за деца, и едното ѝ желание е да изкопае достатъчно дълбока дупка в която временно е заровен жив великанът Малибу вертикално чак до шията. Натъжения крал се прощава тържествено с поданиците си и отива към земите обитавани от великана, но водния зелен дух-ловец придружаващи всеки избран чрез жребий да иде при великана публично им споделя че той всъщност е вегетарианец, пред очите на изпращащата краля свита лично отключва решетъчната врата зад която е пещера, в която е била минна галерия ползвана от джуджетата, като оттам живи и здрави един по един излизат под слъневата светлина всички принудително затворени, а след това великанът Малибу бива освободен и той заминава заедно с великанката – негова годеница на сватбено пътешествие. След като Марженка, нежелаеща родния ѝ баща – г-н Паб да се ожени за Роксана (дошла в света на хората от света на детските приказки чрез вълшебно наметало) ,бързо и незабелязано открадва вълшебен пръстен от горната повърхност на нощно шкафче като след това Марженка с помощта му превръща Роксана в домашна коза за да не може тя да се омъжи за г-н Паб. След нови приключения в крайна сметка вълшебника Румборак принудително е превърнат в статуйка-гарван, която бива пусната на пода, което води до натрошаването ѝ . Принцеса Ксения временно гостува в замъка на г-н Фантомас, който по вълшебен начин е умалил до джобен размер 6 от гвардейците на крал Хиацинт и ги е подарил на сина ѝ принц Фреди сложени живи, въоръжени и дееспособни в картонена кутия с мънички отвори за дишането им. Марженка и Хонзик яздейки коне в света на приказките за деца срещат домакина на г-н Фантомас комуто са нужни конете им и той ги подмамва да влязат заедно с тях в замъка на г-н Фантомас, който ги смалява и поставя заедно с конете им в картонена кутия, с миниатюрни дупчици за дишане, която е отделена от тази в която са пленените кралски живи и здрави шестима гвардейци. Принцеса Арабела е с дарбата да разбира езика на животните и г-н Паб също – но чрез специален уред наречен арафон който му помага да комуникира звуково с любимата му Роксана която временно е домашна коза.

## В България
В България сериалът е излъчен през декември 2007 г. по Диема Фемили. Дублажът е на студио Медия Линк. Ролите се озвучават от артистите Гергана Стоянова, Лина Шишкова, Илиян Пенев, Станислав Димитров и Стефан Сърчаджиев – Съра.
На 30 март 2023 г. започва да се излъчва по БНТ 1, всеки делничен ден от 15:15. Ролите се озвучават от Цветослава Симеонова, Елисавета Господинова, Живко Джуранов, Даниел Цочев и Росен Русев.